# هستی‌شناسی شیءگرا
در متافیزیک، هستی‌شناسی شیءگرا (انگلیسی: Object-oriented ontology) که در قرن ۲۱ تحت تأثیر فلسفه مارتین هایدگر شکل گرفته، ایده ارجحیت وجود انسان بر وجود اشیاء غیرانسانی را رد می‌کند.  این دیدگاه در تضاد با تمایل فلسفه پساکانتی برای عدم صحبت از «جهان بدون انسان‌ها یا، انسان‌ها بدون جهان» است. هستی شناسی شیءگرا معتقد است که اشیاء به طور مستقل (مانند نومن در فلسفه کانت) وجود دارند و توسط ادراک انسانی یا روابطشان با انسان‌ها و دیگر اشیاء، به‌طور کامل هستی‌شناختی تحلیل نمی‌شوند. برای طرفداران این دیدگاه، تمام روابط، شامل روابط میان غیرانسان‌ها، همانند آگاهی انسانی، اشیاء مرتبط خود را به یک شکل اساسی دچار تحریف می‌کنند و از منظر هستی‌شناختی در یک سطح برابر قرار دارند.
هستی‌شناسی شیءگرا اغلب به‌عنوان یکی از زیرشاخه‌های واقع‌گرایی نظرورزانه (انگلیسی: Speculative Realism) در نظر گرفته می‌شود؛ مکتب فکری معاصری که کاهش پرسش‌های فلسفی پساکانتی به همبستگی (انگلیسی: Correlationism) میان اندیشه و هستی را نقد می‌کند، به شکلی که واقعیت هر چیز خارج از این همبستگی غیرقابل شناخت می‌شود. با این حال، هستی‌شناسی شیءمحور پیش از واقع‌گرایی نظرورزانه شکل گرفته و ادعاهای متمایزی درباره طبیعت و برابری روابط اشیاء مطرح می‌کند که مورد قبول تمامی واقع‌گرایان نظرورز نیست. اصطلاح "فلسفه شیءمحور" توسط گراهام هارمن، بنیان‌گذار این جنبش، در پایان‌نامه دکترایش با عنوان "ابزار-بودن: عناصر نظریه اشیاء" در سال ۱۹۹۹ ابداع شد. در سال ۲۰۰۹، لِوی برایانت تعریف اولیه هارمن را به "هستی‌شناسی شیءمحور" بازنویسی کرد و نام فعلی جنبش را ارائه داد.

## پیدایش
اصطلاح "فلسفه شیءمحور" توسط فیلسوف حدس‌زننده گراهام هارمن در پایان‌نامه دکترای وی در سال ۱۹۹۹ با عنوان "ابزار-بودن: عناصر نظریه اشیاء" استفاده شد (که بعداً با عنوان "ابزار-بودن: هایدگر و متافیزیک اشیاء" بازبینی و منتشر شد). از نظر هارمن، مفهوم Zuhandenheit هایدگری، یا آماده بودن برای استفاده، به معنای انزوای اشیاء از ادراک انسانی و ورود آنها به واقعیتی است که از طریق عمل عملی یا نظری قابل آشکار شدن نیست. با گسترش این ایده، هارمن استدلال می‌کند که هنگام انزوا، اشیاء نه‌تنها از انسان‌ها، بلکه از سایر اشیاء نیز فاصله می‌گیرند. 
هارمن، در مقابله با تفاسیر عمل‌گرایانه از تفکر هایدگر، قادر است نظریه‌ای شیءمحور درباره جوهرهای متافیزیکی ارائه دهد. پس از انتشار آثار اولیه هارمن، چندین محقق از حوزه‌های مختلف شروع به استفاده از اصول شیءمحور در تحقیقات خود کردند. لِوی برایانت، در طی آنچه که "یک تبادل ایمیلی فلسفی بسیار شدید" با هارمن توصیف می‌کند، به قابل‌اعتبار بودن دیدگاه شیءمحور ایمان آورد. برایانت سپس در سال ۲۰۰۹ اصطلاح "هستی‌شناسی شیءمحور" را به کار برد تا هستی‌شناسی‌هایی را که به تحلیل موجودیت‌های مجزا متعهد هستند از فلسفه شیءمحور هارمن متمایز کند و تفاوت میان فلسفه شیءمحور (OOP) و هستی‌شناسی شیءمحور (OOO) را مشخص نماید. 
هارمن نوشته است: "اصطلاح فلسفه شیءمحور در ابتدا به‌صورت شوخی از علوم کامپیوتر گرفته شد، اما در نهایت به شکل مستقل زندگی خود را یافت."

## اصول پایه
اگرچه فیلسوفان شیءمحور به نتایج متفاوتی می‌رسند، اما اصول مشترکی دارند، از جمله نقد انسان‌محوری و همبستگی‌گرایی (Correlationism)، حفظ مفهوم محدودیت، "انزوا" (Withdrawal)، و رد فلسفه‌هایی که اشیاء را تقلیل یا برتری می‌دهند ("Undermine" یا "Overmine").

### رد انسان‌محوری
انسان‌محوری به معنای اولویت‌بخشی به انسان‌ها به‌عنوان "سوژه" در برابر موجودات غیرانسانی به‌عنوان "ابژه" است. انسان‌محوری فلسفی تمایل دارد ویژگی‌هایی مانند ذهن، خودمختاری، عاملیت اخلاقی و عقل را مختص انسان‌ها بداند و سایر موجودات را به‌عنوان گونه‌هایی از "ابژه" طبقه‌بندی کند (یعنی چیزهایی که از قوانین جبری، امیال، محرک‌ها و غریزه‌ها تبعیت می‌کنند).  
از دوران معرفت‌شناسی کانت، فیلسوفان مدرن شروع به بیان انسان‌محوری متعالی کردند، به‌طوری که استدلال کانتی مبنی بر این‌که اشیاء خارج از مقولات ذهن انسانی غیرقابل شناخت هستند، به تقویت گفتمان‌هایی انجامید که در آن اشیاء غالباً به‌عنوان محصولات محض شناخت انسانی تقلیل می‌یابند. در مقابل دیدگاه کانت، فیلسوفان شیءمحور استدلال می‌کنند که اشیاء به‌طور مستقل از ادراک انسان وجود دارند و روابط میان اشیاء غیرانسانی نیز به همان شکلی که آگاهی انسانی، اشیاء را تحریف می‌کند، دچار تحریف می‌شوند.  
از این رو، تمامی روابط اشیاء، چه انسانی و چه غیرانسانی، بر اساس هستی‌شناسی در یک سطح برابر وجود دارند.

### نقد همبستگی‌گرایی
در ارتباط با "انسان‌محوری"، متفکران شیءمحور همبستگی‌گرایی ایدئالیستی حدس‌زننده را رد می‌کنند، تعریفی که فیلسوف فرانسوی کوئنتین میاسو تحت عنوان "ایده‌ای که بر اساس آن ما تنها به همبستگی میان اندیشه و وجود دسترسی داریم، و هرگز به هیچ‌یک از این دو به‌صورت جداگانه دسترسی نداریم" ارائه می‌دهد. از آنجا که هستی‌شناسی شیءمحور فلسفه‌ای واقع‌گرایانه است، در تقابل با رویکرد ضدواقع‌گرای همبستگی‌گرایی قرار می‌گیرد. این رویکرد، درک فلسفی را به همبستگی وجود و اندیشه محدود کرده و هرگونه واقعیت خارجی خارج از این همبستگی را غیرقابل دسترسی قلمداد می‌کند و به همین دلیل، از شیءسازی (انگلیسی: Reification) هستی‌شناختی تجربه انسانی گریزی ندارد.  
عده‌ای این موضوع را به معنای برابری اشیاء بی‌جان یا بی‌حرکت با انسان‌ها می‌دانند. با این حال، متفکران شیءمحور این برداشت را رد کرده و معتقدند ادعای وجود اشیاء به همان شکلی که انسان‌ها وجود دارند، مترادف با ادعای برابری تمام چیزها از نظر ارزش اخلاقی، زیباشناختی یا ارزشی نیست.

### رد تقلیل‌گرایی، برتری‌گرایی و دو کاوی
تفکر شیءمحور بر این باور است که دو استراتژی اصلی برای بی‌ارزش کردن اهمیت فلسفی اشیاء وجود دارد. اول، می‌توان اشیاء را با ادعای این‌که آنها اثری از یک جوهر یا نیروی زیرین و عمیق‌تر هستند، تضعیف کرد ("فروکاوی"). دوم، می‌توان با ایده‌آلیسم که بر این باور است چیزی در ورای آنچه در ذهن ظاهر می‌شود وجود ندارد، یا همچون ساخت‌گرایی اجتماعی، با فرض عدم وجود یک واقعیت مستقل خارج از زبان، گفتمان یا قدرت، اشیاء را برتری داد ("فراکاوی").  
فلسفه شیءمحور به‌طور بنیادین هر دو رویکرد تقلیل‌گرایی و برتری‌گرایی را رد می‌کند، زیرا هر دو تلاش می‌کنند با نسبت دادن وجود اشیاء به عناصر بنیادی‌تر واقعیت، آنها را نادیده بگیرند.  
گراهام هارمن در مقاله‌ای در سال ۲۰۱۳ مفهوم دو کاوی (انگلیسی: Duomining) را نیز مطرح کرد. هارمن با وام گرفتن این واژه از علوم کامپیوتر، از دوکاوی برای اشاره به رویکردهای فلسفی یا هستی‌شناختی‌ای استفاده می‌کند که هم‌زمان اشیاء را تضعیف و برتری می‌دهند. هارمن ادعا می‌کند که هستی‌شناسی میاسو بر اساس "موقعیتی کلاسیک از دوکاوی" است، زیرا او معتقد است که ویژگی‌های اولیه اشیاء، آن‌هایی هستند که قابل ریاضی‌سازی‌اند و در عین حال انکار می‌کند که او یک فیثاغورسی است، و می‌گوید اعداد تمام جهان را توضیح نمی‌دهند بلکه صرفاً به نوعی "ماده مرده" اشاره می‌کنند که وضعیت متافیزیکی دقیق آن هرگز روشن نشده است.

### انزوا
هستی‌شناسی شیءمحور معتقد است که اشیاء نه‌تنها از سایر اشیاء بلکه از ویژگی‌هایی که در مکان و زمان خاص به آن‌ها جان می‌بخشند نیز مستقل هستند. بر این اساس، اشیاء نمی‌توانند از طریق روابطشان با انسان‌ها یا اشیاء دیگر، چه در نظریه و چه در عمل، به‌طور کامل تحلیل شوند، به این معنا که واقعیت اشیاء همیشه آماده برای استفاده است.  
حفظ واقعیتی که یک شیء بیش از هر رابطه‌ای دارد، به "انزوا" معروف است. و از آنجا که تمام اشیاء در تمامیت خود تا حدی از یکدیگر جدا هستند، هر رابطه‌ای به‌عنوان یک عمل ترجمه تعریف می‌شود. به این معنا که هیچ شیئی نمی‌تواند شیء دیگری را به‌طور کامل به نام‌گذاری خود ترجمه کند؛ هارمن این موضوع را به‌عنوان "مشکل بازگویی (انگلیسی: Paraphrase)" نام‌گذاری کرده است.